# Shkodër prefektur
Skodra prefektur (alb. Qarku i Shkodrës) är en av Albaniens tolv prefekturer. Den bestod fram till 2014 av distrikten Malsia e Madhe, Puka, och Shkodra med Shkodra som residensstad.
Shkodër prefektur består av sedan 2014 av kommunerna Fushë-Arrëz, Malësia e Madhe, Pukë, Shkodra och Vau i Dejës.
Andra orter i Shkodër prefektur är Aliaj, Bajzë, Barbullushi, Bogiç-Palvar, Bratosh, Dobër, Ivanaj, Jaran, Jubicë, Kalldrun, Kamicë-Flakë, Kopliku i Siperm, Pjetroshan, Rrapshë-Starë, Stërbeq, Velipoja, Vukatanë och Vukpalaj-Bajzë.
| Kommuner        | Admistrativa enheter i kommunen                                                                | Tidigare distrikt |
| --------------- | ---------------------------------------------------------------------------------------------- | ----------------- |
| Fushë-Arrëz     | Blerim, Fierzë, Fushë-Arrëz, Iballë, Qafë Mal                                                  | Pukë              |
| Malësia e Madhe | Gruemirë, Kastrat, Kelmend, Koplik, Qendër, Shkrel                                             | Malësia e Madhe   |
| Puka            | Gjegjan, Puka, Qelëz, Qerret, Rrapë                                                            | Pukë              |
| Shkodra         | Ana Malit, Bërdicë, Dajç, Guri i Zi, Postribë, Pult, Rrethinë, Shalë, Shkodra, Shosh, Velipojë | Shkodër           |
| Vau i Dejës     | Bushat, Hajmel, Shllak, Temal, Vau-Deja, Vig-Mnelë                                             | Shkodër           |